# توماس بي. جاكسون
توماس بي. جاكسون (بالإنجليزية: Thomas B. Jackson)‏ هو محامي وقاضي وسياسي أمريكي، ولد في 24 مارس 1797 في جوراليسم في الولايات المتحدة، وتوفي في 23 أبريل 1881. حزبياً، نشط في الحزب الديمقراطي. وقد انتخب عضو جمعية ولاية نيويورك وانتخب عضو مجلس النواب الأمريكي.